# Miejski Stadion (Wrocław)
Stadion Wrocław eller Miejski Stadion Wrocław er et fodboldstadion i den polske by Wrocław, med en tilskuerkapacitet på 42.771 siddepladser.
Stadionet blev anvendt til gruppekampe ved Europamesterskabet i fodbold 2012, og siden åbningen i 2011 været hjemmebane for fodboldklubben Śląsk Wrocław.
Etableringen startede i april 2009, og stod færdigt i september 2011. Det første arrangement på stadion var boksekampen den 10. september 2011 imellem Tomasz Adamek og Vitalij Klitsjko. Den første fodboldkamp blev spillet 15. november samme år, da Śląsk Wrocław mødte Lechia Gdańsk i en turneringskamp i Ekstraklasa.

## UEFA Euro 2012
Stadion Wrocław var ét af otte stadioner der blev anvendt under Europamesterskabet i fodbold 2012. Tre kampe i gruppe A skulle spilles i Wrocław.
- 8. juni 2012 / Tjekkiet – Rusland
- 12. juni 2012 / Tjekkiet – Grækenland
- 16. juni 2012 / Polen – Tjekkiet